# Lovers in a Past Life
Lovers in a Past Life è un singolo del disc jockey britannico Calvin Harris e del cantautore statunitense Rag'n'Bone Man, pubblicato il 16 febbraio 2024.

## Video musicale
Il video musicale è stato pubblicato il 23 febbraio 2024, diretto da Hector Dockrill.

## Tracce
Testi e musiche di Calvin Harris e Andrew Watt.
1. Lovers in a Past Life – 2:40